# Andrzej Bek
Andrzej Bek   (Łódź, 26 de juny de 1951) és un ciclista polonès, ja retirat, que va córrer durant els anys 70 del segle xx. Es dedicà principalment al ciclisme en pista.
El 1972 va prendre part en els Jocs Olímpics d'Estiu de Múnic, on va disputar dues proves del programa de ciclisme. En la prova de tàndem, fent parella amb Benedykt Kocot, guanyà la medalla de bronze.
El 1974, fent parella amb Benedykt Kocot, guanyà la medalla de bronze al Campionat del món en pista de tàndem amateur.
És fill del també ciclista Jerzy Bek.